# Fjädervikt i grekisk-romersk stil i brottning vid olympiska sommarspelen 2000
Herrarnas brottningsturnering i grekisk-romersk stil i viktklassen fjädervikt vid olympiska sommarspelen 2008 avgjordes den 24-26 september i Sydney i Sydney Convention and Exhibition Centre. 

## Medaljörer
| Klass      | Guld                            | Silver            | Brons                    |
| Fjädervikt | Varteres Samurgasjev · Ryssland | Juan Marén · Kuba | Akaki Tjatjua · Georgien |

## Resultat

### Förkortningar
- EF — Vinst genom förverkande, förloraren ej plancerad
- E2 — Båda brottarna diskvalificerade för brott mot reglerna
- EV — Diskvalifikation från samtliga tävlingar för brott mot reglerna
- EX — 3 varningar eller brott mot reglerna
- PA — Skada/uteblivande
- PO — Vinst efter poäng, förloraren utan teknik-poäng
- PP — Vinst efter poäng, förloraren med teknik-poäng
- SP — Teknisk överlägsenhet, 10 poängs skillnad, förloraren hade poäng
- ST — Teknisk överlägsenhet, 10 poängs skillnad, förloraren utan poäng
- TO — Vinst efter fall
- KP — Klassificeringspoäng
- TP — Tekniska poäng

### Utslagningsronder

#### Grupp 1
| Tävlande                   | Vunna | Förlorade | KP | TP |
| -------------------------- | ----- | --------- | -- | -- |
| Varteres Samurgasjev (RUS) | 2     | 0         | 6  | 13 |
| Şeref Eroğlu (TUR)         | 1     | 1         | 5  | 2  |
| Włodzimierz Zawadzki (POL) | 0     | 2         | 0  | 0  |

| Röd                  | Blå                  | KP     | TP  |
| -------------------- | -------------------- | ------ | --- |
| Varteres Samurgasjev | Şeref Eroğlu         | 3-1 PP | 5-2 |
| Włodzimierz Zawadzki | Varteres Samurgasjev | 0-3 PO | 0-8 |
| Şeref Eroğlu         | Włodzimierz Zawadzki | 4-0 PA |     |

#### Grupp 2
| Tävlande             | Vunna | Förlorade | KP | TP |
| -------------------- | ----- | --------- | -- | -- |
| Kevin Bracken (USA)  | 1     | 1         | 4  | 14 |
| Choi Sang-Sun (KOR)  | 1     | 1         | 4  | 10 |
| Riccardo Magni (ITA) | 1     | 1         | 4  | 3  |

| Röd            | Blå            | KP     | TP   |
| -------------- | -------------- | ------ | ---- |
| Kevin Bracken  | Choi Sang-Sun  | 3-1 PP | 12-5 |
| Riccardo Magni | Kevin Bracken  | 3-1 PP | 2-2  |
| Choi Sang-Sun  | Riccardo Magni | 3-1 PP | 5-1  |

#### Grupp 3
| Tävlande                 | Vunna | Förlorade | KP | TP |
| ------------------------ | ----- | --------- | -- | -- |
| Akaki Chachua (GEO)      | 2     | 0         | 7  | 17 |
| Vaghinak Galustyan (ARM) | 1     | 1         | 4  | 7  |
| Yi Shanjun (CHN)         | 0     | 2         | 1  | 2  |

| Röd                | Blå                | KP     | TP   |
| ------------------ | ------------------ | ------ | ---- |
| Akaki Chachua      | Yi Shanjun         | 4-0 ST | 11-0 |
| Vaghinak Galustyan | Akaki Chachua      | 1-3 PP | 5-6  |
| Yi Shanjun         | Vaghinak Galustyan | 1-3 PP | 2-2  |

#### Grupp 4
| Tävlande                | Vunna | Förlorade | KP | TP |
| ----------------------- | ----- | --------- | -- | -- |
| Bakhodir Kurbanov (UZB) | 2     | 0         | 6  | 10 |
| Michael Beilin (ISR)    | 1     | 1         | 3  | 1  |
| Vitali Zhuk (BLR)       | 0     | 2         | 1  | 1  |

| Röd               | Blå               | KP     | TP  |
| ----------------- | ----------------- | ------ | --- |
| Vitali Zhuk       | Michael Beilin    | 0-3 PO | 0-1 |
| Bakhodir Kurbanov | Vitali Zhuk       | 3-1 PP | 6-1 |
| Michael Beilin    | Bakhodir Kurbanov | 0-3 PO | 0-4 |

#### Grupp 5
| Tävlande               | Vunna | Förlorade | KP | TP |
| ---------------------- | ----- | --------- | -- | -- |
| Juan Marén (CUB)       | 3     | 0         | 9  | 17 |
| Mkhitar Manukyan (KAZ) | 2     | 1         | 8  | 22 |
| Gurbinder Singh (IND)  | 1     | 2         | 4  | 6  |
| Yassine Djakrir (ALG)  | 0     | 3         | 1  | 1  |

| Röd              | Blå              | KP     | TP   |
| ---------------- | ---------------- | ------ | ---- |
| Juan Marén       | Gurbinder Singh  | 3-0 PO | 8-0  |
| Mkhitar Manukyan | Yassine Djakrir  | 4-0 ST | 11-0 |
| Juan Marén       | Mkhitar Manukyan | 3-1 PP | 5-3  |
| Gurbinder Singh  | Yassine Djakrir  | 3-0 PO | 3-0  |
| Juan Marén       | Yassine Djakrir  | 3-1 PP | 4-1  |
| Gurbinder Singh  | Mkhitar Manukyan | 1-3 PP | 3-8  |

#### Grupp 6
| Tävlande                  | Vunna | Förlorade | KP | TP |
| ------------------------- | ----- | --------- | -- | -- |
| Beat Motzer (SUI)         | 3     | 0         | 10 | 22 |
| Grygoriy Komyshenko (UKR) | 2     | 1         | 8  | 14 |
| Yasutoshi Motoki (JPN)    | 1     | 2         | 6  | 18 |
| Rasoul Amani (NZL)        | 0     | 3         | 0  | 0  |

| Röd              | Blå                 | KP     | TP   |
| ---------------- | ------------------- | ------ | ---- |
| Yasutoshi Motoki | Beat Motzer         | 1-3 PP | 3-8  |
| Rasoul Amani     | Grygoriy Komyshenko | 0-4 ST | 0-10 |
| Yasutoshi Motoki | Rasoul Amani        | 4-0 ST | 14-0 |
| Beat Motzer      | Grygoriy Komyshenko | 3-1 PP | 3-1  |
| Yasutoshi Motoki | Grygoriy Komyshenko | 1-3 PP | 1-3  |
| Beat Motzer      | Rasoul Amani        | 4-0 ST | 11-0 |

### Utslagningsträd
|  | Kvartsfinaler              | Kvartsfinaler       |                            |                   | Semifinaler         | Semifinaler |  |  | Final | Final |
|  |                            |                     |                            |                   |                     |             |  |  |       |       |
|  | 25 september               |                     |                            |                   |                     |             |  |  |       |       |
|  |                            |                     |                            |                   |                     |             |  |  |       |       |
|  | Varteres Samurgasjev (RUS) | 11                  |                            |                   |                     |             |  |  |       |       |
|  | Varteres Samurgasjev (RUS) | 11                  | 25 september               |                   |                     |             |  |  |       |       |
|  | Kevin Bracken (USA)        | 5                   |                            |                   |                     |             |  |  |       |       |
|  | Kevin Bracken (USA)        | 5                   | Varteres Samurgasjev (RUS) | 7                 |                     |             |  |  |       |       |
|  |                            |                     | Varteres Samurgasjev (RUS) | 7                 |                     |             |  |  |       |       |
|  |                            | Akaki Chachua (GEO) | 4                          |                   |                     |             |  |  |       |       |
|  | Akaki Chachua (GEO)        | Akaki Chachua (GEO) | 4                          | 3                 |                     |             |  |  |       |       |
|  | Akaki Chachua (GEO)        |                     | 26 september               | 3                 |                     |             |  |  |       |       |
|  | Bakhodir Kurbanov (UZB)    | 2                   |                            |                   |                     |             |  |  |       |       |
|  | Bakhodir Kurbanov (UZB)    | 2                   | Varteres Samurgasjev (RUS) | 3                 |                     |             |  |  |       |       |
|  |                            |                     | Varteres Samurgasjev (RUS) | 3                 |                     |             |  |  |       |       |
|  |                            | Juan Marén (CUB)    | 0                          |                   |                     |             |  |  |       |       |
|  | Juan Marén (CUB)           | Juan Marén (CUB)    | 0                          |                   |                     |             |  |  |       |       |
|  |                            |                     |                            |                   |                     |             |  |  |       |       |
|  | Bye                        |                     |                            |                   |                     |             |  |  |       |       |
|  | Juan Marén (CUB)           | 3                   | Bronsmatch                 | Bronsmatch        |                     |             |  |  |       |       |
|  | Juan Marén (CUB)           | 3                   | Bronsmatch                 | Bronsmatch        |                     |             |  |  |       |       |
|  |                            | Beat Motzer (SUI)   | 0                          |                   |                     |             |  |  |       |       |
|  | Beat Motzer (SUI)          | Beat Motzer (SUI)   | 0                          |                   | Akaki Chachua (GEO) | TO          |  |  |       |       |
|  | Beat Motzer (SUI)          |                     |                            |                   | Akaki Chachua (GEO) | TO          |  |  |       |       |
|  | Bye                        |                     |                            | Beat Motzer (SUI) | 1:57                |             |  |  |       |       |
|  | Bye                        |                     |                            | Beat Motzer (SUI) | 1:57                |             |  |  |       |       |
|  |                            |                     |                            |                   |                     |             |  |  |       |       |
|  |                            |                     |                            |                   |                     |             |  |  |       |       |